# Balance neto

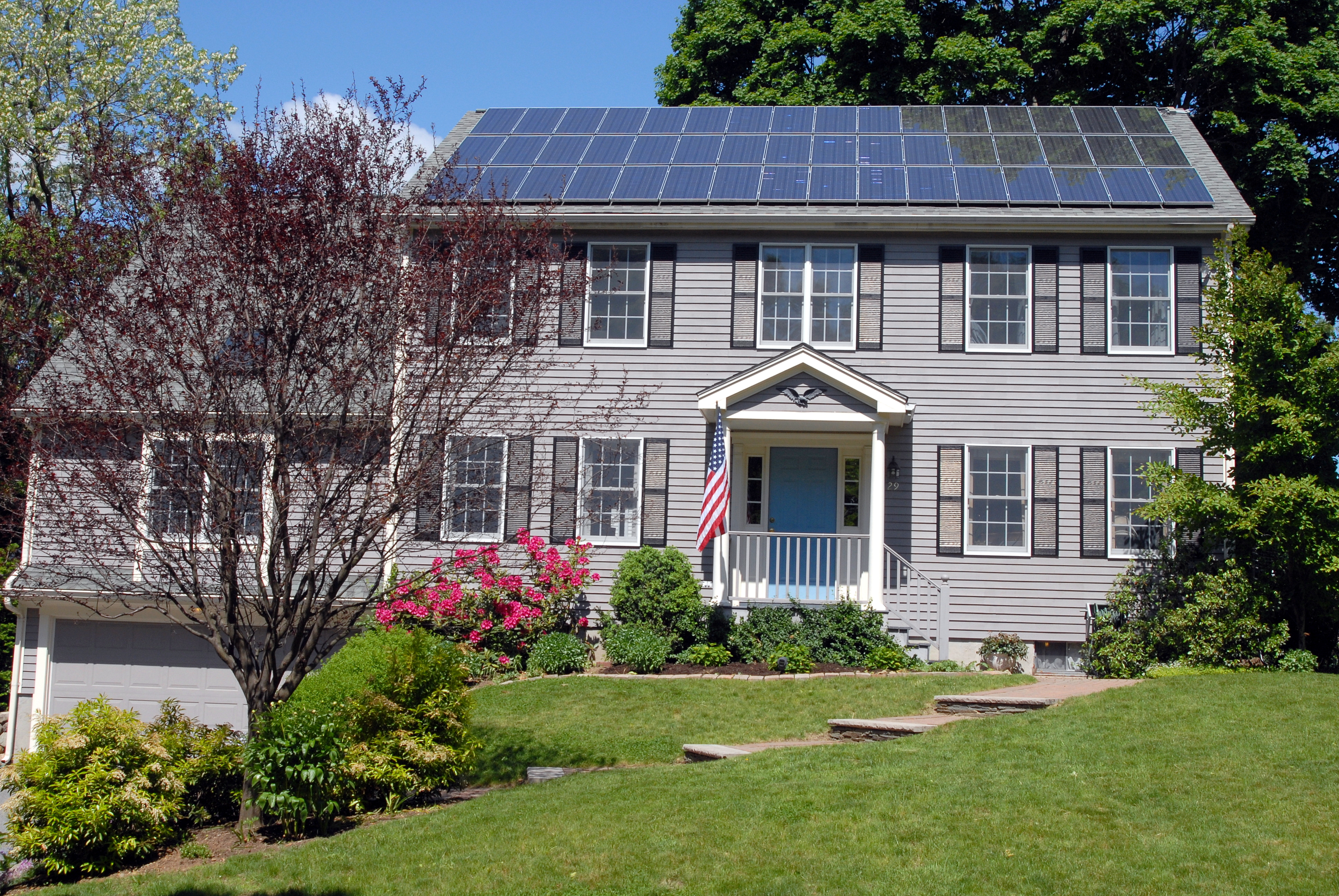
Instalación fotovoltaica sobre tejado en una residencia de Boston (Massachusetts, Estados Unidos).

El balance neto o medición neta de electricidad es un esquema de utilidad general para el uso y pago del recurso en el cual un cliente que genera su propia energía eléctrica puede compensar los saldos de energía de manera instantánea o diferida, permitiendo a los consumidores la producción individual de energía para su propio consumo, compatibilizando su curva de producción con su curva de demanda.

Esquema de conexión a la red eléctrica de una instalación fotovoltaica de autoconsumo y balance neto

Esquema gráfico del funcionamiento de un sistema de autoconsumo fotovoltaico y balance neto.

Este sistema es utilizado generalmente por consumidores que poseen una pequeña instalación de energías renovables (eólica o fotovoltaica principalmente), y permite verter a la red eléctrica el exceso producido por un sistema de autoconsumo con la finalidad de poder hacer uso de ese exceso en otro momento. De esta forma, la compañía eléctrica que proporcione la electricidad cuando la demanda sea superior a la producción del sistema de autoconsumo, descontará en el consumo de la red de la factura, los excesos vertidos a la misma, el cual se realiza mediante un contador bidireccional que permite medir la electricidad en ambos sentidos, la consumida y la vertida a la red. Esto permite hacer uso de la electricidad producida en exceso, por ejemplo, en vacaciones, por un sistema de autoconsumo fotovoltaico.
En los últimos años, debido al creciente auge de pequeñas instalaciones de energía renovable, el autoconsumo con balance neto ha comenzado a ser regulado en diversos países del mundo, siendo una realidad en países como Alemania, Holanda, Portugal, Grecia, Italia, Dinamarca, Japón, Australia, Estados Unidos, Canadá y México, entre otros.
En España, se aprobó a finales de 2011 un real decreto por el que se estableció la regulación de las condiciones administrativas, técnicas y económicas de la conexión a red de instalaciones de producción de energía eléctrica de pequeña potencia. El 5 de abril se publicó el Real Decreto 244/2019 donde se definen las condiciones administrativas, técnicas y económicas del autoconsumo de energía eléctrica. Este decreto completa las medidas enunciadas mediante el Real Decreto-Ley 15/2018.

## Unión Europea
La Directiva 2009/28/CE, del Parlamento Europeo y del Consejo, de 23 de abril de 2009, relativa al fomento del uso de energía procedente de fuentes renovables y por la que se modifican y se derogan las Directivas 2001/77/CE y 2003/30/CE, establece la obligación de racionalizar y acelerar los procedimientos administrativos de autorización y conexión a redes de distribución y transporte de energía eléctrica, instando a establecer procedimientos de autorización simplificados. Igualmente regula las líneas generales que deben regir el acceso a las redes y funcionamiento de las mismas en relación con las energías renovables.

### España
En España, la medición neta fue propuesta por la Asociación de la Industria Fotovoltaica (ASIF) para promover la electricidad renovable, sin necesidad de apoyo económico adicional. El balance neto estuvo también en fase de proyecto por el IDAE.
Existía un proyecto de Real Decreto por el que se establece la regulación de las condiciones administrativas, técnicas y económicas de la modalidad de suministro de energía eléctrica con balance neto, elaborado por el Ministerio de Industria. Desde comienzos de 2013, el Ministerio de Industria lleva informando a representantes del sector fotovoltaico español que se aprobará y publicará en el Boletín Oficial del Estado (BOE) el Real Decreto de Balance Neto en España, al objeto de democratizar la generación de energía eléctrica.
Sin embargo, a diferencia de la mayoría de países occidentales desarrollados, actualmente el balance neto está pendiente de regulación. Un primer paso fue la aprobación, a finales de 2011 del Real decreto 1699/2011, de 18 de noviembre, por el que se estableció la regulación de las condiciones administrativas, técnicas y económicas de la conexión a red de instalaciones de producción de energía eléctrica de pequeña potencia. Este decreto es aplicable a consumidores de potencia eléctrica contratada no superior a 100 kW por punto de suministro o instalación que utilicen cualquier tecnología renovable para la generación eléctrica.
De conformidad con la Disposición Adicional Segunda del Real decreto, éste no fija las condiciones administrativas, técnicas y económicas del consumo de la energía eléctrica producida en el interior de la red de un consumidor para su propio consumo. Es decir, que el consumidor acogido a esta modalidad pueda ceder a la empresa comercializadora, sin contraprestación económica, la energía generada en el interior de su red y que no pueda ser consumida, generando unos derechos de consumo diferido que podrán ser utilizados por ejemplo hasta 12 meses después de la generación.
El desarrollo de las condiciones administrativas debía resolverse en 4 meses desde la fecha de su publicación, es decir, a principios de 2012. Esta demora va en contra de la propia legislación, la cual es vulnerada por el propio gobierno.
Desde entonces, se esperaba que se aprobara la norma que indique las condiciones técnicas necesarias para dichas conexiones y la regulación de un modelo de balance neto adecuado a las características del sistema eléctrico nacional. Finalmente, el 9 de octubre de 2015 el Consejo de Ministros aprobó el Real Decreto, que se basa en el borrador publicado anteriormente por la Comisión Nacional de Energía (España) (CNE). En el Real Decreto no se legisla el balance neto, por lo que los sistemas de autoconsumo han de ser totales, es decir se ha de consumir toda la energía producida, sin que se pueda verter energía a la red (autoconsumo instantáneo).
El Real Decreto perjudica al consumidor doméstico. La regulación en marcha sólo prevé un aprovechamiento instantáneo de electricidad solar, no se recoge el balance neto que permitiría ceder o vender el excedente a la red eléctrica de forma de recuperarla cuando no hace sol. Además, pone un 'peaje' a los kWh exportados a la red. Con estas condiciones, la inversión en una instalación doméstica tardaria 31 años en ser amortizada.
En octubre de 2018 se ha convalidado en el Parlamento, el Real Decreto-ley 15/2018 de medidas urgentes para la transición energética y la protección de los consumidores. El 'Impuesto al Sol' queda definitivamente derogado y desaparecen las trabas que existen para la conexión de kits solares para autoconsumo fotovoltaico.
El 5 de abril de 2019 el Consejo de Ministros ha aprobado el Real Decreto-ley 244/2019 que regula las condiciones técnicas del autoconsumo eléctrico.

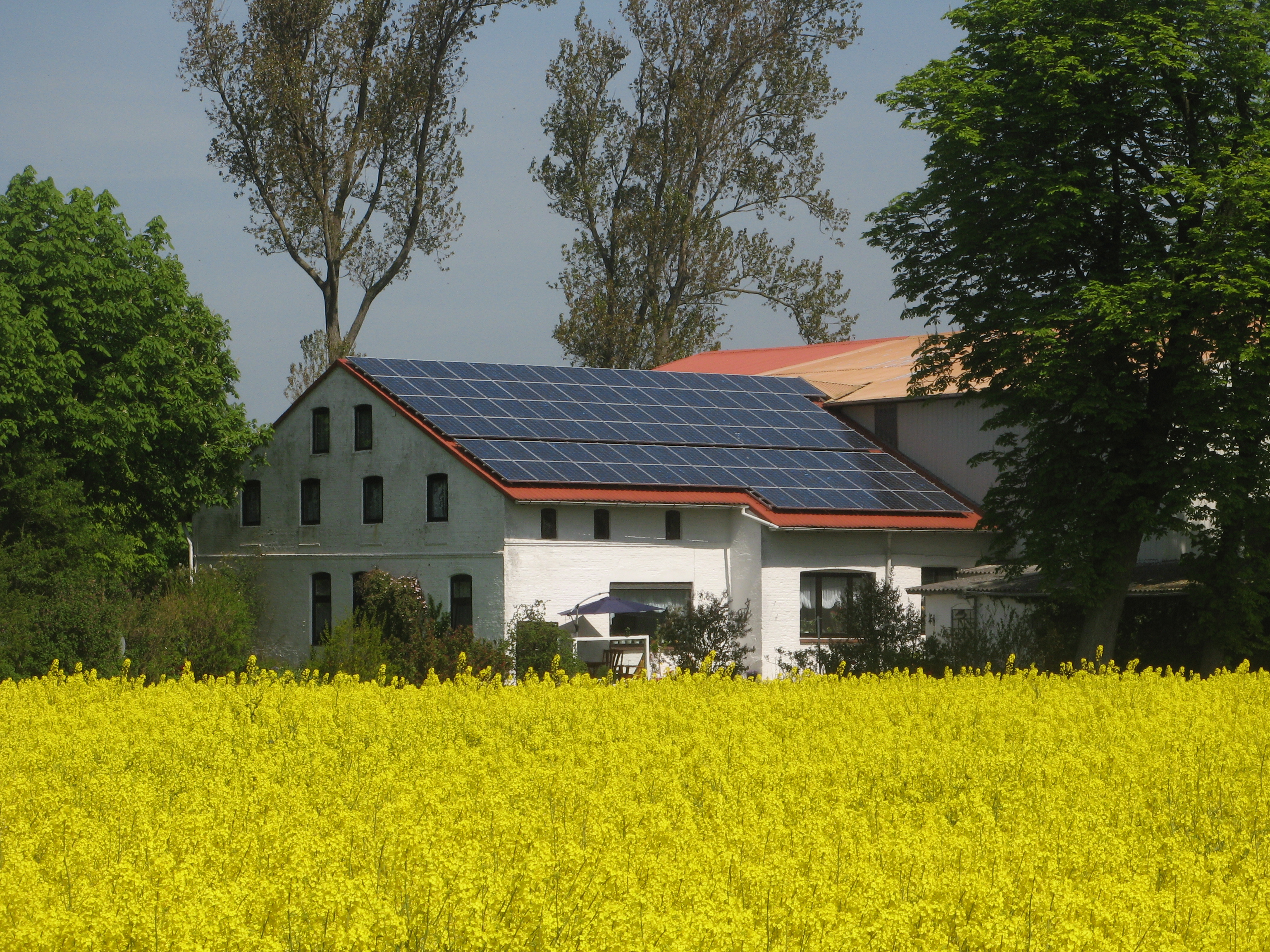
Instalación fotovoltaica sobre el tejado de una vivienda en Alemania en un campo de colza.

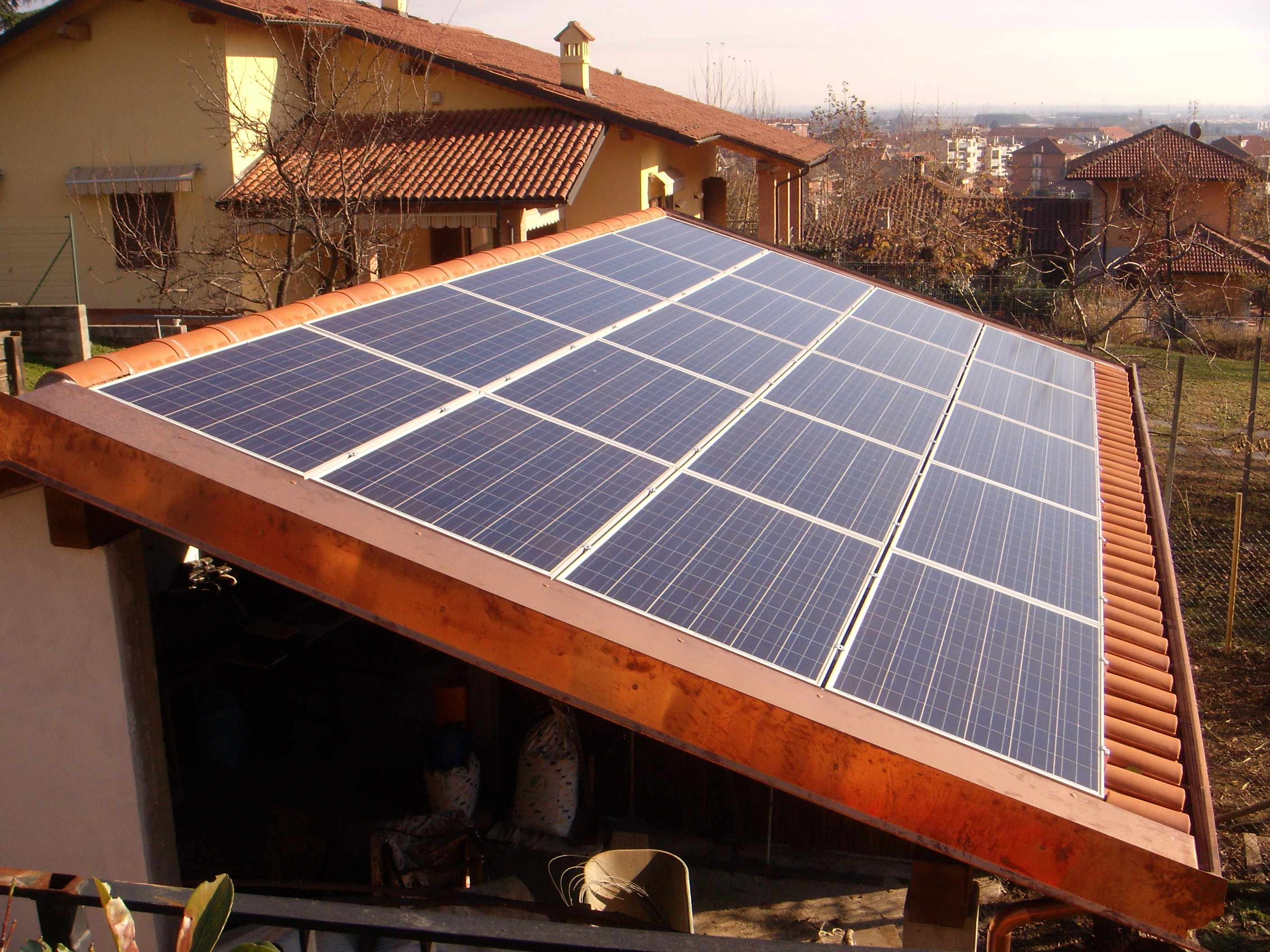
Instalación fotovoltaica sobre el tejado de una vivienda en Italia.

### Bélgica
La medición neta está prevista para instalaciones fotovoltaicas de menos de 3 kWp.

### Dinamarca
El sistema de medición neta para instalaciones fotovoltaicas de propiedad privada se estableció a mediados de 1998 por periodo de cuatro años. A finales de 2002 la red de medición sistema se amplió otros cuatro años hasta finales de 2006. La medición neta ha demostrado ser una forma barata, fácil de administrar y efectiva de estimular el desarrollo de la fotovoltaica en Dinamarca; no obstante la ventana de oportunidad de corto tiempo, le ha impedido alcanzar todo su potencial. Durante las negociaciones políticas en el otoño de 2005, la medición neta para sistemas fotovoltaicos de propiedad privada se hizo permanente.

### Francia
Recientemente se ha propuesto una forma de balance neto a través de Électricité de France. De acuerdo a su página web, la energía que producen los productores domésticos de energía puede ser comprada a un precio mayor que el que se carga a los consumidores. Por ello, se recomienda, vender toda la energía producida y comprar la energía necesaria para el consumo a un precio menor. El precio ha sido fijado durante un período de 20 años por el gobierno francés.

### Italia
Italia ofrece un sistema de apoyo atractivo, mezclando la medición neta y una prima bien segmentada FiT.

## Norteamérica

### Canadá
Actualmente en Canadá, específicamente en las regiones de la Columbia Británica, Ontario, Quebec, Nueva Escocia y Manitoba cuentan con regulaciones aprobadas sobre balance neto. También las compañías de distribución local han desarrollado e implementado programas que mejoran el proceso de aplicación, especificando los requerimientos contractuales y las tarifas aprobadas por los reguladores.

### México
En México desde el 27 de junio de 2007 existe un esquema de interconexión para fuentes de energía fotovoltaica a pequeña escala en todas las regiones del país donde opera la Comisión Federal de Electricidad y la infraestructura lo permite. Bajo el esquema mexicano el generador puede inyectar sus excedentes a la red pública de tal manera que se le abonen al pago de una tarifa mínima por producción con vigencia de 1 año; de no tener excedentes se le cobra la diferencia entre el consumo de la red y la generación del periodo, si esta diferencia resulta menor al costo de la tarifa mínima por producción, esta última se le cobra en lugar de la cantidad de energía suministrada por la red pública.

### Estados Unidos

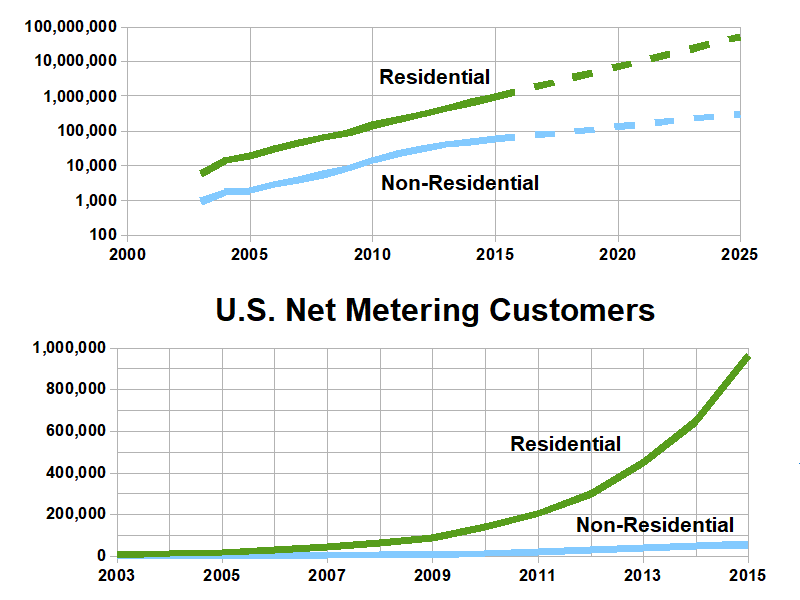
Crecimiento del sistema de balance neto en Estados Unidos, en el sector residencial y no residencial (2003-2011), y estimación futura.

En los Estados Unidos, como parte de la Ley de Política Energética de 2005, todas las operadoras deben ofrecer net metering, medición neta, a requerimiento de sus clientes:
```

```

(11) MEDICIÓN NETA.—Cada operadora eléctrica deberá tener disponible, previa petición, el servicio de medición neta para cualquier consumidor de electricidad al que la operadora eléctrica sirve. Para los propósitos de este parágrafo, el término ‘servicio de medición neta’ hace referencia al servicio al cualquier consumidor eléctrico con respecto al cual la energía eléctrica generada por dicho consumidor desde una instalación generadora elegible en el sitio y entregada a las instalaciones locales de distribución pueda ser utilizada para compensar la energía eléctrica proporcionada por la operadora eléctrica al consumidor durante el periodo de facturación aplicable.

En EE. UU. hay actualmente más de 40 estados que utilizan alguna variante de la medición neta (también denominado allí crédito eléctrico), Nueva Jersey y Colorado son considerados como los que tienen mejores políticas de medición neta de EE. UU.
| Estado               | Límite del suscriptor (% pico) | Límite de potencia Res/Com(kW) | Volcado mensual                                  | Compensación annual                                                  |
| -------------------- | ------------------------------ | ------------------------------ | ------------------------------------------------ | -------------------------------------------------------------------- |
| Alabama              | sin límite                     | 100                            | sí, indefinidamente                              | varía                                                                |
| Alaska               | 1.5                            | 25                             | sí, indefinidamente                              | precio al por menor                                                  |
| Arizona              | sin límite                     | 125% of load                   | yes, coste evitado at end of billing year        | precio al por menor                                                  |
| Arkansas             | sin límite                     | 25/300                         | sí, hasta el final del año fiscal                | precio al por menor                                                  |
| California           | 5                              | 1,000                          | sí, indefinidamente                              | varía                                                                |
| Colorado             | sin límite                     | 120% of load or 10/25*         | sí, indefinidamente                              | varía*                                                               |
| Connecticut          | sin límite                     | 2,000                          | yes, coste evitado at end of billing year        | precio al por menor                                                  |
| Delaware             | 5                              | 25/500 or 2,000*               | sí, indefinidamente                              | precio al por menor                                                  |
| District of Columbia | sin límite                     | 1,000                          | sí, indefinidamente                              | precio al por menor                                                  |
| Florida              | sin límite                     | 2,000                          | yes, coste evitado at end of billing year        | precio al por menor                                                  |
| Georgia              | 0.2                            | 10/100                         | no                                               | determined rate                                                      |
| Hawái                | 1 or 3*                        | 50 or 100*                     | sí, hasta el final del año fiscal                | none                                                                 |
| Idaho                | 0.1                            | 25 or 25/100*                  | no                                               | precio al por menor or coste evitado*                                |
| Illinois             | 1                              | 40                             | sí, hasta el final del año fiscal                | precio al por menor                                                  |
| Indiana              | 1                              | 1000                           | sí, indefinidamente                              | precio al por menor                                                  |
| Iowa                 | sin límite                     | 500                            | sí, indefinidamente                              | precio al por menor                                                  |
| Kansas               | 1                              | 25/200                         | sí, hasta el final del año fiscal                | precio al por menor                                                  |
| Kentucky             | 1                              | 30                             | sí, indefinidamente                              | precio al por menor                                                  |
| Luisiana             | sin límite                     | 25/300                         | sí, indefinidamente                              | coste evitado                                                        |
| Maine                | sin límite                     | 100 or 660*                    | sí, hasta el final del año fiscal                | precio al por menor                                                  |
| Maryland             | 1500 MW                        | 2,000                          | sí, hasta el final del año fiscal                | precio al por menor                                                  |
| Massachusetts**      | sin límite <10 kW 3            | 60, 1,000 or 2,000             | varía                                            | varía                                                                |
| Míchigan             | 0.75                           | 150                            | sí, indefinidamente                              | partial precio al por menor                                          |
| Minnesota            | sin límite                     | 40                             | no                                               | precio al por menor                                                  |
| Misisipi             | —                              | —                              | —                                                | —                                                                    |
| Misuri               | 5                              | 100                            | sí, hasta el final del año fiscal                | coste evitado                                                        |
| Montana              | sin límite                     | 50                             | sí, hasta el final del año fiscal                | precio al por menor                                                  |
| Nebraska             | 1                              | 25                             | sí, hasta el final del año fiscal                | coste evitado                                                        |
| Nevada               | 1                              | 1,000                          | sí, indefinidamente                              | precio al por menor                                                  |
| Nuevo Hampshire      | 1                              | 100                            | sí, indefinidamente                              | precio al por menor                                                  |
| Nueva Jersey         | sin límite                     | previous years consumption     | yes, coste evitado at end of billing year        | precio al por menor                                                  |
| Nuevo México         | sin límite                     | 80,000                         | por debajo de 50$                                | coste evitado                                                        |
| Nueva York           | 1 or 0.3 (eólico)              | 10 to 2,000 or peak load       | varía                                            | coste evitado or precio al por menor                                 |
| Carolina del Norte   | sin límite                     | 1000                           | yes, until summer billing season                 | precio al por menor                                                  |
| Dakota del Norte     | sin límite                     | 100                            | no                                               | coste evitado                                                        |
| Ohio                 | sin límite                     | no explicit limit              | sí, hasta el final del año fiscal                | generation rate                                                      |
| Oklahoma             | sin límite                     | 100 or 25,000/year             | no                                               | coste evitado, but utility not required to purchase                  |
| Oregón               | 0.5 or sin límite*             | 10/25 or 25/2,000*             | yes, until end of billing year*                  | varía                                                                |
| Pensilvania          | sin límite                     | 50/3,000 or 5,000              | yes, "price-to-compare" at end of billing year   | precio al por menor                                                  |
| Rhode Island         | 2                              | 1,650 for most, 2250 or 3500*  | optional                                         | slightly less than precio al por menor                               |
| Carolina del Sur     | 0.2                            | 20/100                         | yes, until summer billing season                 | time-of-rate use or less                                             |
| Dakota del Sur       | —                              | —                              | —                                                | —                                                                    |
| Tennessee            | —                              | —                              | —                                                | —                                                                    |
| Texas***             | sin límite                     | 20 or 25                       | no                                               | varía                                                                |
| Utah                 | varía*                         | 25/2,000 or 10*                | varía*                                           | coste evitado or precio al por menor*                                |
| Vermont              | 2                              | 250                            | sí, hasta el final del año fiscal                | precio al por menor                                                  |
| Virginia             | 1                              | 10/500                         | yes, coste evitado option at end of billing year | precio al por menor                                                  |
| Washington           | 0.25                           | 100                            | sí, hasta el final del año fiscal                | precio al por menor                                                  |
| Virginia Occidental  | 0.1                            | 25                             | yes, up to twelve months                         | precio al por menor                                                  |
| Wisconsin            | sin límite                     | 20                             | no                                               | precio al por menor for renewables, coste evitado for non-renewables |
| Wyoming              | sin límite                     | 25                             | yes, coste evitado at end of billing year        | precio al por menor                                                  |

Nota: N/A = No Disponible. Lost = subvencionado a la eléctrica. * = Dependiente de la eléctrica. Retail rate (precio al por menor) = el volcado continua. Paid = pagado al cliente. TOU = Tiempo de Uso. ** = Austin Energy yes= sí varies=varía avoided cost=costo evitado

## Centroamérica y América del Sur

### Brasil
En 2012, la Agencia Nacional de Energía Eléctrica (Aneel) de Brasil aprobó la norma por la que se establecieron las condiciones generales para el acceso de las instalaciones de microgeneración (de hasta 100 kW de potencia) y minigeneración distribuida (sistemas de hasta 1 MW de potencia) a los sistemas de distribución de energía eléctrica, creando un sistema de compensación de la electricidad. En el esquema de balance neto brasileño, la energía producida por la instalación del consumidor será transferida en calidad de préstamo gratuito al distribuidor, a partir de ahí la unidad de consumo recibirá un crédito en energía activa que podrá ser consumido en los siguientes 36 meses.
En la primera mitad de 2016, los sistemas acogidos al balance neto en Brasil se sextuplicaron, alcanzando cerca de 30 MW. Los sistemas fotovoltaicos representan el 80% de dicha potencia.

### Panamá
En Panamá, la medición neta está regulada en suministros dotados de pequeños sistemas de energía fotovoltaica (hasta 10 kW) desde septiembre de 2008. Los kWh producidos se pueden descontar de los consumidos durante un periodo de un año. La medida fue aprobada mediante la resolución N.º AN n.º 2060-Elec de 10 de septiembre de 2008, "por la cual se establece el procedimiento para la interconexión de pequeños sistemas fotovoltaicos (PSF), no mayores de diez (10) kilowatts, a las redes eléctricas de baja tensión de las empresas de distribución eléctrica." Posteriormente esta resolución se modificó, dando la posibilidad de no sólo inyectar con sistemas de energía solar sino también con pequeños sistemas eólicos.
En junio de 2012 la resolución de ASEP AN n.º 5399-Elec amplió la potencia de los sistemas con régimen de balance neto hasta los 500 kW.

### Puerto Rico
En Puerto Rico, el Programa de Medición Neta se estableció bajo la Ley Núm. 114 del 16 de agosto de 2007. Dicha Ley establece los criterios de elegibilidad que el cliente tiene que cumplir para participar del Programa. Además, establece la manera en que se compensará por la energía que el cliente exporte a la red de la AEE.
El Reglamento para establecer el programa de medición neta se publicó posteriormente, en septiembre de 2008.

### Costa Rica
El mercado de la energía solar comenzó a expandirse en Costa Rica gracias al uso de medición neta a nivel nacional, y al programa de autogeneración mediante energías renovables. La compañía pública Instituto Costarricense de Electricidad (ICE), lanzó en octubre de 2010 el Plan Piloto de Generación Distribuida para Autoconsumo que permite a los consumidores generar su propia energía gracias a los paneles solares, y luego vender el exceso de capacidad de nuevo al ente público, del que se han beneficiado instalaciones por una potencia de 750 kW. Una regulación completa del balance neto en el país fue aprobada a principios de 2014, permitiendo tanto el intercambio del excedente de energía como su venta. A esta regulación se pueden acoger las pequeñas instalaciones, con una potencia menor de 100 kW, así como los generadores más grandes, con una potencia de hasta 1 MW.

### El Salvador
En El Salvador se han dado pasos hacia el autoconsumo mediante balance neto. Desde 2011 las compañías eléctricas están permitiendo la conexión en esquema de autoconsumo. Un acuerdo con la segunda distribuidora del país (Delsur SA), que cuenta con 325.000 clientes, permite que los productores de fotovoltaica que viertan su excedente de producción a la red reciban un descuento en su factura por el mismo precio del kWh pagado. Se espera que a finales de 2012 o principios de 2013 se aprueben nuevos incentivos a la instalación, mediante subastas e incentivos a la generación distribuida.

### Guatemala
Guatemala dispone desde 2008 de una normativa de medición neta que permite verter excedentes de generación fotovoltaica a la red, y que ha permitido la conexión de más de 70 kilovatios fotovoltaicos a la red.

### República Dominicana
La República Dominicana es otro de los países latinoamericanos que cuentan con una ley de medición neta ya implementada, que permite a los consumidores que poseen sistemas de energía renovable vender su exceso de energía a la red. El programa entró en vigor en julio de 2011.
Si el cliente genera más energía de la consumida pagará a la distribuidora dependiendo de la tarifa en la cual se encuentre: Tarifa monomica (kWh), le paga costos por cargos fijos; Tarifa Binómica (kWh + kW Max inyectados a la red). Esta retribución económica se le da al usuario cada enero y solo un 75% de la energía inyectada a la red.
El programa permite una capacidad máxima de interconexión de 25 kW para clientes residenciales y 1 MW para los demás clientes.

### Jamaica
Jamaica cuenta desde mayo de 2012 con un sistema de medición neta (o "net billing") que reconoce un valor al excedente de energía vertido a la red por un sistema solar fotovoltaico. Jamaica posee los precios de electricidad al por menor más altos de la región de América Latina y el Caribe. Por ende, instalar sistemas de energía renovable permite no sólo reducir las emisiones de CO2 de los pequeños negocios sino también reducir su coste energético y mejorar su competitividad.

### Granada
En el país caribeño de Granada, existe un proyecto piloto de medición neta desarrollado por la eléctrica nacional Grenada Electricity Services Ltd (Grenlec). El exceso de energía vertida a red por el consumidor se computa a final de cada mes; cada kilovatio-hora vertido se remunera a unos 0,45 dólares (0,36 euros).

### Chile
En Chile, la generación distribuida ha sido impulsada mediante la dictación de la Ley 20.571 (22.03.2012), referida a la capacidad de los consumidores de energía eléctrica para generar su propia energía ERNC e inyectar los excedentes a la red de distribución eléctrica.

### Uruguay
Uruguay también fue uno de los primeros países de Sudamérica que ha adoptado una política de generación distribuida, lanzando en 2010 un programa de medición neta para la microgeneración renovable. A través de esta iniciativa, los clientes que tienen equipos que generan energía para su autoconsumo pueden vender el exceso de energía generada a la red eléctrica nacional. En sus facturas mensuales reciben un crédito que se destina a la energía consumida durante ese período.

### Argentina
Si bien Argentina aún no cuenta con una ley nacional para la medición neta, las provincias están realizando avances concretos en el tema, como por ejemplo la provincia de Chubut con su ley XVII Nº107 con un sistema de créditos sobre lo consumido por 36 meses, similar al de Brasil. La provincia de Salta aprobó en julio de 2014 la Ley N.º 7824 de Balance Neto, Generadores Residenciales, Industriales y/o Productivos. Además se han aprobado sistemas de medición neta aislados a particulares, por ejemplo en provincia de Santa Fe.

## Asia

### Japón
El actual programa de energía fotovoltaica en Japón permite que los usuarios vendan la electricidad generada por sistemas fotovoltaicos a una empresa de electricidad de la zona.

### Tailandia
Tailandia ha aprobado la legislación de medición neta que establece procedimientos simplificados para pequeños generadores de electricidad renovable para conectarse a la red eléctrica.

### Líbano
A finales de 2011, el Ministry of Energy and Water, MoEW (Ministerio de Energía y Agua) de Líbano lanzó el programa Net Metering, por el cual los consumidores que disponen de su propio sistema de generación renovable, ya sea eólico o fotovoltaico pueden formalizar un contrato con Electricité du Liban (EDL) que les permite tener descuentos en su factura de electricidad de acuerdo a la cantidad de energía que producen.

## Oceanía

### Australia
Las primas (feed-in tariff, abreviadamente FiT) en Australia son en realidad una medición neta, con la diferencia de que se paga mensualmente por la generación neta a un ritmo mayor que al por menor, que el director de Campanas de Medio Ambiente Mark Wakeham ha llamado un "falso sistema de primas". Un sistema de primas requiere de un medidor por separado para la energía que se inyecta en la red y paga por toda la generación local a una tasa preferencial, mientras que la medición neta requiere sólo un medidor y se paga a precio de referencia no primado. Las diferencias económicas son muy importantes.

#### Victoria
A partir de 2009, se les pagará a los hogares 60 centavos por cada kilovatio hora de exceso de energía vertido a la red. Esta cantidad es casi cuatro veces el precio actual al por menor de la electricidad.

#### Queensland
A partir de 2008, el Esquema de Bono Solar paga 44 centavos de dólar por cada kilovatio hora de exceso de energía que se vierta a la red pública. Esto es alrededor de tres veces el precio actual de venta al por menor de la electricidad.

## Guerrilla Solar
Guerrilla Solar (o movimiento solar guerrillero) es un término originado por la revista Home Power (Energía Doméstica) y se aplica a una persona que utiliza una fuente de energía alternativa para suministrar ilegalmente electricidad a una red de suministro eléctrico público.